# Купуринская
Купуринская — деревня в Шенкурском районе Архангельской области. Входит в состав муниципального образования «Верхопаденьгское».

## География
Деревня расположена в южной части Архангельской области, в таёжной зоне, в пределах северной части Русской равнины, в 72 километрах на юг от города Шенкурска, на правом берегу реки Паденьга, притока Ваги. Ближайшие населённые пункты: на западе деревня Вяткинская, на востоке деревни Степановская и Киселевская, на севере, на противоположенном берегу реки, деревня Калиновская.
Часовой пояс
Купуринская, как и вся Архангельская область, находится в часовой зоне МСК (московское время). Смещение применяемого времени относительно UTC составляет +3:00.

## Население
| 2002 | 2010 | 2012 |
| ---- | ---- | ---- |
| 72   | ↘41  | ↗50  |

## История
В «Списке населенных мест Архангельской губернии к 1905 году» деревня Купуринская(Пердулькино)  насчитывает 35 дворов, 115 мужчин и 110 женщин.  В административном отношении деревня входила в состав Верхопаденгского сельского общества Верхопаденгской волости.
На 1 мая 1922 года в поселении 47 дворов, 103 мужчины и 140 женщин.

## Инфраструктура
В деревне расположена электрическая подстанция производственного отделения «Вельские электрические сети» ПС 35/10 № 233 Ивановская, питающая все населённые пункты муниципального образования «Верхопаденьгское». Введена в эксплуатацию в 1983 году, оснащена двумя трансформаторами 1,6 МВА.